# Mocksville
Mocksville is een plaats (town) in de Amerikaanse staat North Carolina, en valt bestuurlijk gezien onder Davie County.

## Demografie
Bij de volkstelling in 2000 werd het aantal inwoners vastgesteld op 4178.
In 2006 is het aantal inwoners door het United States Census Bureau geschat op 4525, een stijging van 347 (8,3%).

## Geografie
Volgens het United States Census Bureau beslaat de plaats een oppervlakte van
17,8 km², geheel bestaande uit land. Mocksville ligt op ongeveer 260 m boven zeeniveau.

## Plaatsen in de nabije omgeving
De onderstaande figuur toont nabijgelegen plaatsen in een straal van 24 km rond Mocksville.